# Primo assedio di Parma (1521)
Il primo assedio di Parma fu un episodio militare che ebbe luogo sul finire dell'agosto del 1521.
Carlo V, da poco eletto imperatore, era preoccupato per le idee di Martin Lutero, il quale si era confrontato alla Dieta di Worms nel marzo 1521. L'imperatore vedeva il cattolicesimo come un modo naturale di legare a lui i diversi principati del Sacro Romano Impero. Papa Leone X, da parte sua, non era disposto a tollerare tale sfida aperta alla sua autorità, e pertanto entrambi furono costretti a sostenersi l'un l'altro contro Lutero, che era sostenuto da Federico di Sassonia e Franz von Sickingen. Il 25 maggio 1521, Carlo e il cardinale Girolamo Aleandro, nunzio papale, proclamarono l'editto di Worms contro Lutero. Simultaneamente, l'imperatore promise al papa di restituire Parma e Piacenza ai Medici e Milano agli Sforza. Leone X, che necessitava del mandato imperiale per la sua campagna contro quella che lui vedeva come una pericolosa eresia, promise di aiutarlo ad espellere i francesi dalla Lombardia, lasciando Francesco con la sola Repubblica di Venezia come alleata.
Fu così che il 29 agosto del 1521 l'esercito alleato pose l'assedio a Parma. Le artiglierie ispano-pontificie aprirono brecce nelle mura, ma gli assalti furono respinti dai difensori, comandati da Tommaso di Fois, signore di Lescun, e da Federico Gonzaga da Bozzolo. Il 12 settembre 1521, le truppe della Lega tolsero l'assedio per l'avvicinarsi dell'esercito francese, comandato dal visconte di Lautrec. Dopo la caduta di Milano nelle mani degli ispano-pontifici, il 21 novembre 1521, Lautrec ordinò a Federico da Bozzolo di lasciare Parma per aiutarlo a riprendere Cremona, che si era ribellata ai francesi. I cittadini di Parma colsero l'occasione e aprirono le porte a Vitello Vitelli, capitano pontificio, che marciava con i suoi uomini verso Piacenza, consegnando la città nelle mani di papa Leone X.